# 曼扎坎德里亞納區
曼扎坎德里亞納區，是馬達加斯加的行政區，位於該國中部，由阿那拉芒加區負責管轄，首府設於曼扎坎德里亞納，面積1,660平方公里，2011年人口193,440，人口密度每平方公里117人。